# Маньківський-Владика Петро Іванович
Петро Маньковський-Владика (*? – 1716 – 1778 – ?) - український державний діяч доби Гетьманщини. Сотник Шептаківської сотні (06.05.1758 – 1778 – ?) на Стародубівщині. Належав до сотниківської династії Стародубівського полку. 

## Біографія
Син шептаківського сотника Маньківського-Владики Івана Карповича, онук шептаківського сотника Маньківського-Владики Карпа Івановича.
Значковий товариш Стародубського полку (1718-1737), у 1718 р. житель Новгородський, у 1735 р. жив у Шептаківській сотні. Абшитований військовий канцелярист (із 1742.03.), сотник шептаківський (? – 1758 – 1778).